# Appointment with Death (album)
Appointment with Death è il sesto album dei Lizzy Borden, uscito nel 2007 per l'etichetta discografica Metal Blade Records.

## Tracce
1. Abnormal (Andersson, Borden, Scott) - 5:12
2. Appointment with Death (Andersson, Borden, Scott) - 3:47
3. Live Forever (Andersson, Black, Borden, Scott) - 5:00
4. Bloody Tears (Andersson, Black, Borden, Scott) - 4:48
5. The Death of Love (Andersson, Black, Borden, Scott) - 5:17
6. Tomorrow Never Comes (Andersson, Black, Borden, Scott) - 4:22
7. Under Your Skin (Borden) 5:06
8. Perfect World (I Don't Wanna Live) (Andersson, Black, Borden, Scott) - 4:52
9. Something's Crawlin (Andersson, Borden, Scott) - 5:43
10. (We Are) The Only Ones (Andersson, Black, Borden, Scott) - 4:03
11. The Darker Side (Borden) - 6:19

## Formazione
- Lizzy Borden - voce
- Ira Black - chitarra
- Marten Andersson - basso
- Joey Scott - batteria

### Altri musicisti
- George Lynch - chitarra
- Dave Meniketti - chitarra
- Corey Beaulieu - chitarra
- Jonas Hansson - chitarra, tastiere
- Erik Rutan - chitarra
- Michael T. Ross- tastiere
- Adam Cameron - chitarra
- Zane - chitarra
- Marliese Quance - voce